# Elrod House
Das Elrod House wurde 1968 von dem amerikanischen Architekten John Lautner in Palm Springs (Kalifornien) erbaut. Der Bau entstand im Auftrag des Innenarchitekten Arthur Elrod.
Auffällig sind die fließende, organische Form des Baus und der runde Wohnraum mit einem Durchmesser von 18 Metern. Dieser wird von einer kuppelförmigen Decke aus mehreren Betonplatten überspannt.
Teile des Hauses sind auch im James-Bond-Film Diamantenfieber von 1971 zu sehen.